# Giri Mulya (Giri Mulya)
Giri Mulya is een bestuurslaag in het regentschap Bengkulu Utara van de provincie Bengkulu, Indonesië. Giri Mulya telt 3636 inwoners (volkstelling 2010).